# Слатинско езеро
Слатинското езеро (на македонска литературна норма: Слатинско Езеро) е бивш язовир в Северна Македония, близо до село Слатино в община Дебърца, на около 35 km северно от Охрид.
Изкуственото езеро е изградено в 1965 година с цел да предпазва от наводнения замеделските земи в долината и да служи за напояване на около 4,5 квадратни километра орници.
Стената му прегражда Мраморецката река, а водите му се вливат в Слатинската река, във водосборния басейн на Охридското езеро и Черни Дрин.
На 23 февруари 2013 година стената му, изградена от пръст, се пропуква сериозно. Поради създадената заплаха за населението на близките села е извършена евакуация на жителите на най-застрашеното село – Слатински чифлик. Налага се цялостното му изпразване.
През последните години е привлекателно като място за пикник.